# 1400
1400 (MCD) var ett skottår som började en torsdag i den julianska kalendern.

## Händelser

### December
- 8 december – Vadstena ges stadsprivilegier från drottning Margareta.

### Okänt datum
- Kung Erik av Pommern blir myndig.
- Den så kallade femtonmarkshjälpen, en skatt för att förbättra kronans ekonomi, påläggs de nordiska bönderna.
- Omkring detta år börjar den period på omkring 450 år, som kallas lilla istiden, då klimatet var särskilt kallt, med långa ihållande vintrar och korta, svala somrar.

## Födda
- 31 maj – Domenico Capranica, italiensk kardinal.
- Isabella I av Lothringen, fransk vasallhertiginna och neapolitansk drottning och regent.

## Avlidna
- 14 februari – Rikard II, kung av England och herre över Irland 1377–1399.
- Geoffrey Chaucer, engelsk författare av bland annat Canterbury Tales.[1]

### Fotnoter
1. ↑  Det hände i dag